# ملعب دو راي
ملعب دو راي هو ملعب كرة قدم يقع في نيس، فرنسا، يتسع لـ 18696 متفرج. تم افتتاحه في 1927. تم اغلاقه في عام 2013 واستُبدل بملعب أليانز ريفييرا.